# Неко време у Салцбургу
Неко време у Салцбургу је роман Јована Ћирилова (Кикинда, 30. август 1931 — Београд, 16. новембар 2014) српског театролога, драматурга, позоришног редитеља, књижевника, преводилаца, објављен 1980. године у издању Матице српске из Новог Сада.

## О аутору
Јован Ћирилов је рођен у Кикинди где је и матурирао у гимназији. Филозофију је дипломирао на Филозофском факултету у Београду 1955. године.
Године 1955. у Југословенском драмском позоришту је ангажован као асистент режије и млађи драматург, а 1967. прелази у Атеље 212 као драматург. Године 1985. у именован је за управника Југословенског драмског позоришта, где остаје до пензионисања 1999. године. Од 1967. године, од оснивања Битефа до смрти је уметнички директор и селектор тог међународног фестивала.
Био је председник Националне комисије при Унеску (Југославије, а потом Србије) од 2001. до 2007. године, а затим председник Комитета за културу исте Комисије.